# كالفرت واتكينز
كالفرت واتكينز (بالإنجليزية: Calvert Watkins)‏ هو أستاذ جامعي أمريكي، ولد في 13 مارس 1933 في بيتسبرغ في الولايات المتحدة، وتوفي في 20 مارس 2013 في لوس أنجلوس في الولايات المتحدة.